# 王庭譔
王庭譔（1554年—1591年），原名王興詩，字敬卿，號莲塘，陕西華州（今渭南市华州区）人，明朝政治人物，探花及第。

## 生平
隆慶四年（1570年）陝西鄉試第四十五名舉人。萬曆八年（1580年）一甲第三名進士。授翰林院編修，丁憂歸。萬曆十三年复除原官，參與修撰《大明會典》，十五年升任翰林院修撰，养病。萬曆十八年（1590年），參與修撰《六曹章奏》，不久卒於任。有《松門稿》。

## 家族
曾祖王朝臣，曾任義官；祖父王善述；父王吉兆，曾任教諭 累封禮部員外郎。母楊氏（累封宜人）。
弟王庭谕為同榜進士。

## 佚事
本科殿試，一甲三名皆為兄弟同榜，分別為状元张懋修与兄张敬修，榜眼萧良有与兄萧良誉，探花王庭譔与其弟王庭谕。一時以為奇事。